# 阿羅卡516吊橋
阿羅卡516吊橋（Arouca 516），是葡萄牙北部大區城鎮阿羅卡的一座吊橋，長516米（1,693英尺），跨越派瓦河，距離河面約175米（574英尺），耗資2.3百萬歐元，2018年5月開始興建，2021年4月29日落成。

## 外部連結
- 官方网站
- Alternate website （页面存档备份，存于）